# Photek
Photek, de son vrai nom Rupert Parkes, né en 1972 à St Albans, est un DJ, remixeur et producteur de musique britannique. Son style musical de prédilection est la drum and bass.

## Biographie
Pionnier des scènes jungle et drum and bass (son premier morceau date de 1992, issu d'une collaboration avec Rob Solomon, connu sous le nom de Lexis), Photek est l'un des producteurs les plus respectés du genre, il a notamment remixé de nombreux morceaux dans le deuxième moitié des années 1990, et a travaillé sur des bandes originales de films, dont Animatrix.
En 2012, Photek compose, en featuring avec Linche, la chanson thème du jeu vidéo Sleeping Dogs intitulée "Sleepwalking". Depuis 2014, il est le compositeur de la série Murder.
En 2020 il compose la bande originale de la série belge Into the Night (série télévisée) diffusée sur Netflix.

## Discographie

### Albums
- Modus Operandi (1997, Virgin)
- Form & Function (1998, Virgin)
- Solaris (2000, Virgin)
- Form & Function Vol. 2 (2007, Sanctuary)

## Album (mix)
- DJ-Kicks (2012, Studio !K7)

## Filmographie
- 2022 : Mémoire meurtrière (Memory) de Martin Campbell
- 2024 : Dirty Angels de Martin Campbell